# Sylvicola cinctus
Sylvicola cinctus är en tvåvingeart som först beskrevs av Fabricius 1787.  Sylvicola cinctus ingår i släktet Sylvicola och familjen fönstermyggor. Arten är reproducerande i Sverige. Inga underarter finns listade i Catalogue of Life.